# 1736

## Родени
- март – Рудолф Ерих Распе, немски писател
- 19 януари – Джеймс Уот, шотландски инженер
- 25 януари – Жозеф Луи Лагранж, френски математик
- 8 април – Уилям Хотъм, адмирал
- 14 юни – Шарл дьо Кулон, френски физик

## Починали
- Ахмед III, Султан на Османската империя
- 16 март – Джовани Батиста Перголези, италиански композитор
- 24 април – Евгений Савойски, австрийски офицер
- 16 септември – Габриел Фаренхайт, физик